# Konzilspapst
Als Konzilspapst wird im Katholizismus der Gegenwart insbesondere ein Papst bezeichnet, der ein Konzil einberufen oder geleitet hat. Das gilt speziell für den Initiator des II. Vatikanum, Papst Johannes XXIII. und, weniger häufig genannt, für seinen Nachfolger Paul VI. Papst Paul hat zwischen 1963 und 1965 alle Dokumente des jüngsten Konzils veröffentlicht und in Kraft gesetzt.
Im weiteren Sinne wird auch Papst Martin V. als Konzilspapst genannt, da er, eine Ausnahme der Kirchengeschichte, vom Konzil zu Konstanz gewählt wurde (durch einen besonderen Ausschuss aus den Kardinälen und den Konzilsnationen). Den Konziliarismus hat dieser Papst jedoch letztlich nicht in die Tat umgesetzt.